# Cuirassat Conte di Cavour
El cuirassat Conte di Cavour va ser un cuirassat dreadnought italià de la classe homònima construït per a la Regia Marina a la dècada del 1910. Acabat el 1915, va servir durant la Primera Guerra Mundial, encara que va ser poc utilitzat i no va veure cap combat. El vaixell va donar suport a les operacions durant l'incident de Corfú el 1923 i va passar gran part de la resta de la dècada en reserva. Va ser reconstruït entre 1933 i 1937 amb canons més potents, blindatge addicional i considerablement més velocitat que abans.
Durant la Segona Guerra Mundial, tant el Conte di Cavour com el seu vaixell germà, el Giulio Cesare, van participar en la batalla de Calàbria el juliol de 1940, on aquest últim va resultar lleugerament danyat. El Conte di Cavour va resultar molt danyat quan els torpediners britànics van atacar la flota a Tàrent el novembre de 1940. Va ser encallat deliberadament, amb la major part del seu casc sota l'aigua, i les reparacions no es van completar abans de l'armistici italià el setembre de 1943. El vaixell va ser capturat llavors pels alemanys, però no van fer cap esforç per acabar les seves reparacions. Va ser danyat en un atac aeri aliat a principis de 1945 i va bolcar una setmana després. El Conte di Cavour va ser finalment desballestat el 1946.
El lema del vaixell, escrit per D'Annunzio, era "A nessuno secondo" (Incomparable).

## Descripció
La classe Conte di Cavour va ser dissenyada per contrarestar els dreadnoughts francesos de la classe Courbet, la qual cosa va fer que fossin més lents i més blindats que el primer dreadnought italià, el Dante Alighieri. Els vaixells feien 168,9 metres (554 peus 2 polzades) d'eslora a la línia de flotació i 176 metres (577 peus 5 polzades) en total. Tenien una mànega de 28 metres (91 peus 10 polzades) i un calat de 9,3 metres (30 peus 6 polzades). Els vaixells de la classe Conte di Cavour desplaçaven 23.088 tones llargues (23.458 t) a càrrega normal, i 25.086 tones llargues (25.489 t) a càrrega profunda. Tenien una tripulació de 31 oficials i 969 mariners.
Els vaixells eren accionats per tres conjunts de turbines de vapor Parsons, dos conjunts que conduïen els eixos de les hèlixs exteriors i un dels dos eixos interiors. El vapor per a les turbines era proporcionat per vint calderes de tubs d'aigua Blechynden, vuit de les quals cremaven petroli i dotze de les quals cremaven tant fuel com carbó. Dissenyat per assolir una velocitat màxima de 22,5 nusos (41,7 km/h; 25,9 mph) amb 31.000 cavalls de potència (23.000 kW), el Conte di Cavour no va aconseguir aquest objectiu a les seves proves de mar, tot i superar lleugerament la potència nominal de les seves turbines, arribant només a 22,2 nusos (41,1 km/h; 25,5 mph) des de 31.278 shp (23.324 kW). Els vaixells transportaven prou carbó i petroli per donar-los una autonomia de 4.800 milles nàutiques (8.900 km; 5.500 milles) a 10 nusos (19 km/h; 12 mph).

### Armament i blindatge

Distribució de l'armament principal

La bateria principal de la classe Conte di Cavour constava de tretze canons model 1909 de 305 mil·límetres, en cinc torretes de canons centrals, amb una torreta de dos canons superfire sobre una torreta de tres canons en parells de proa i de popa, i una tercera torreta triple al mig del vaixel. El seu armament secundari consistia en divuit canons de 120 mil·límetres (4,7 polzades) muntats en casamates als costats del casc en muntatges individuals. Per defensar-se contra les torpedineres, els vaixells portaven catorze canons de 76,2 mil·límetres (3 polzades); rretze d'aquests es podrien muntar a la part superior de la torre, però també es podrien col·locar en 30 llocs diferents, inclosos alguns al castell de proa i a les cobertes superiors. També estaven equipats amb tres tubs de torpedes submergits de 450 mil·límetres (17,7 polzades), un a cada banda i el tercer a la popa.
Els vaixells de la classe Conte di Cavour tenien un cinturó de blindatge de línia de flotació complet que tenia un gruix màxim de 250 mil·límetres (9,8 polzades) al mig del vaixell, que es va reduir a 130 mil·límetres (5,1 polzades) cap a la popa i 80 mil·límetres (3,1 polzades) cap a la proa. Tenien dues cobertes blindades: la coberta principal tenia un gruix de 24 mm (0,94 polzades) al pla que augmentava fins a 40 mil·límetres (1,6 polzades) als vessants que la connectaven amb el cinturó principal. La segona coberta tenia 30 mil·límetres (1,2 polzades) de gruix. L'armadura frontal de les torretes de canó tenia un gruix de 280 mil·límetres (11 polzades) i els costats tenien un gruix de 240 mil·límetres (9,4 polzades). L'armadura que protegia les seves barbetes oscil·Lava en gruix entre 130 i 230 mil·límetres (5,1 a 9,1 polzades). Les parets del davant de la torre de comandament tenia 280 mil·límetres de gruix.

## Modificacions i reconstrucció
Poc després del final de la Primera Guerra Mundial, el nombre de canons d'angle baix de 76,2 mm es va reduir a 13, tots muntats a la part superior de la torreta, i es van instal·lar sis canons antiaeri (AA) nous de 76,2 mm al costat de l'embut de popa. A més, es van muntar dos canons AA de 2 lliures (1,6 polzades (40 mm) construïts amb llicència a la coberta del castell de proa. El 1925-1926 el pal de proa va ser substituït per un pal de quatre potes (tetràpodes), que es va moure cap endavant dels embuts, es van millorar els telèmetres i el vaixell va ser equipat per manejar un hidroavió Macchi M.18 muntat al torreta enmig del vaixell. Al voltant de la mateixa època estava equipada amb una catapulta d'avió fixa a babor del castell de proa.

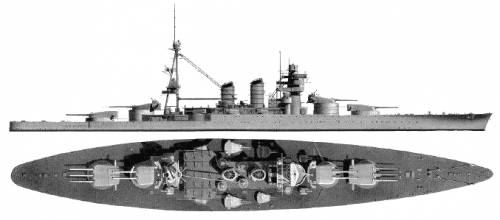
Dibuix de l'Oficina d'Intel·ligència Naval de la classe Conte di Cavour, gener de 1943.

El Conte di Cavour va començar una extensa reconstrucció l'octubre de 1933 a la drassana Cantieri Riuniti dell'Adriatico de Trieste que va durar fins al juny de 1937. Es va empeltar una nova secció de proa sobre la proa existent, fet que va augmentar la seva longitud total en 10,31 metres (33 peus 10 polsades) a 186,4 metres (611 peus 7 polsades) i el seu feix augmentat a 28,6 metres (93 peus 10 polsades). El calat del vaixell amb càrrega profunda va augmentar a 10,02 metres (32 peus 10 polzades). Tots els canvis fets van augmentar el seu desplaçament a 26.140 tones llargues (26.560 t) amb càrrega estàndard i 29.100 tones llargues (29.600 t) amb càrrega profunda. La tripulació del vaixell va augmentar a 1.260 oficials i marineria. Es van eliminar dos dels eixos de l'hèlix i les turbines existents es van substituir per dues turbines de vapor amb engranatges Belluzzo amb una potència nominal de 75.000 shp (56.000 kW). Les calderes van ser substituïdes per vuit calderes Yarrow. En servei, la seva velocitat màxima era d'uns 27 nusos (50 km/h; 31 mph) i tenia un abast de 6.400 milles nàutiques (11.900 km; 7.400 milles) a una velocitat de 13 nusos (24 km/h; 15 mph).

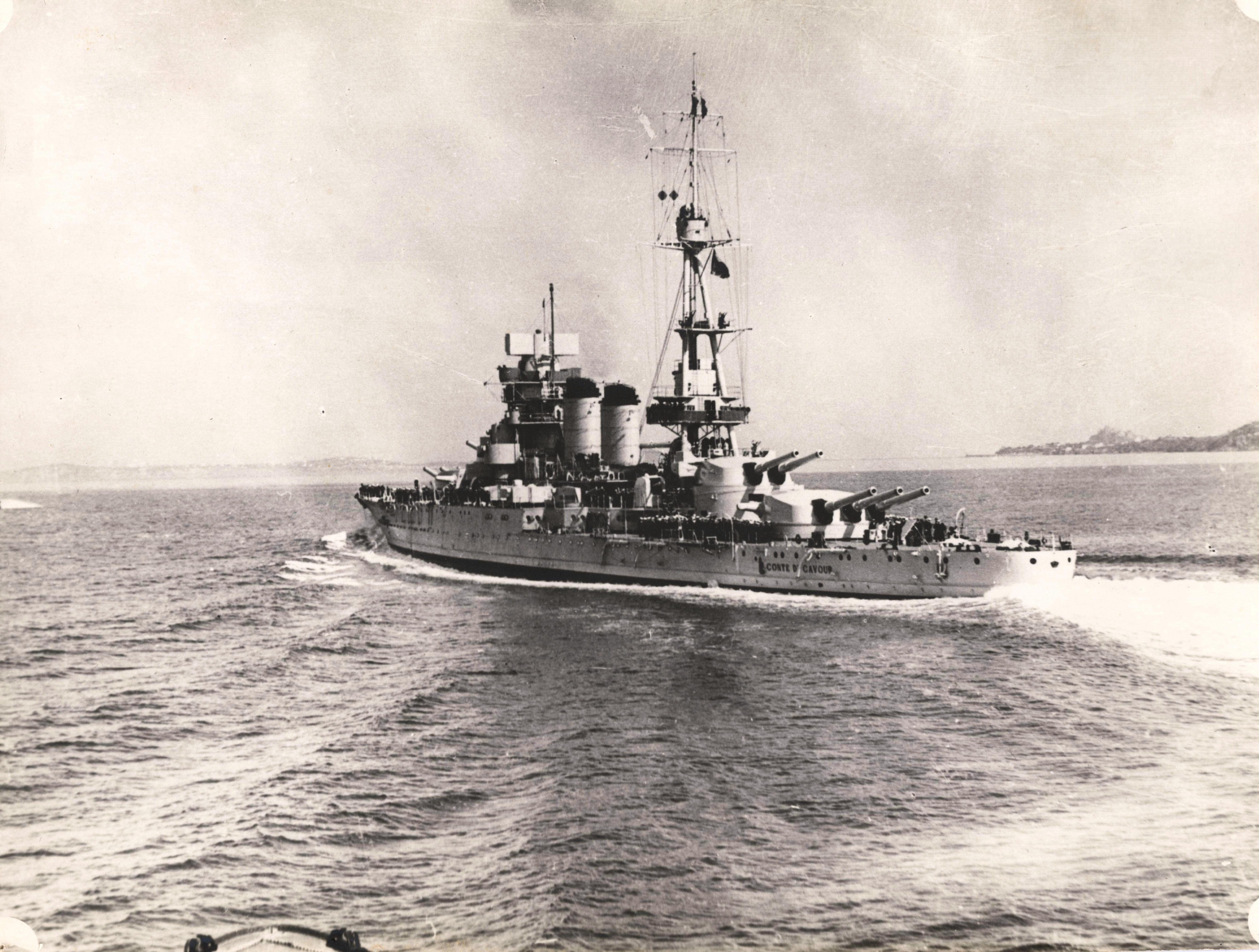
Vista de popa del Conte di Cavour, vers 1938

Els canons principals es van tallar fins a 320 mil·límetres (12,6 polzades) i es van retirar la torreta del mig del vaixell i els tubs de torpede. Tot l'armament secundari existent i els canons AA es van substituir per una dotzena de canons de 120 mm en sis torretes de dos canons i vuit canons AA de 100 mm (3,9 polzades) en torretes bessones. A més, el vaixell estava equipat amb una dotzena de canons AA lleugers Breda de 37 mil·límetres (1,5 polzades) en sis muntatges de dos canons i dotze metralladores antiaèries Breda M31 de 13,2 mil·límetres (0,52 polzades), també en suports dobles. L'any 1940 les metralladores de 13,2 mm van ser substituïdes per canons AA de 20 mm (0,8 polzades) en muntures dobles. El pal tetrapodal es va substituir per una nova torre de comandament davanter, protegida amb una armadura de 260 mil·límetres (10,2 polzades). Damunt de la torre de control hi havia un director de control de foc equipat amb dos grans telèmetres estèreo, amb una longitud de base de 7,2 metres (23,6 peus).
El blindatge de la coberta es va augmentar durant la reconstrucció fins a un total de 135 mil·límetres (5,3 polzades) sobre les sales de màquines i calderes i 166 mil·límetres (6,5 polzades) sobre les santabàrbares, encara que la seva distribució en tres cobertes va significar que era considerablement menys efectiu que un placa única del mateix gruix. El blindatge que protegia les barbetes es va reforçar amb plaques de 50 mil·límetres (2 polzades). Tot aquest blindatge pesava un total de 3.227 tones llargues (3.279 t). La protecció submarina existent va ser substituïda pel sistema de defensa de torpedes Pugliese; un gran cilindre envoltat de fuel o aigua que estava destinat a absorbir l'explosió d'una ogiva de torpede. No tenia prou profunditat per ser totalment eficaç contra els torpedes contemporanis. Un problema important de la reconstrucció va ser que l'augment de calat del vaixell va significar que el seu cinturó de blindatge de línia de flotació estava gairebé completament submergit amb qualsevol càrrega important.

## Construcció i servei

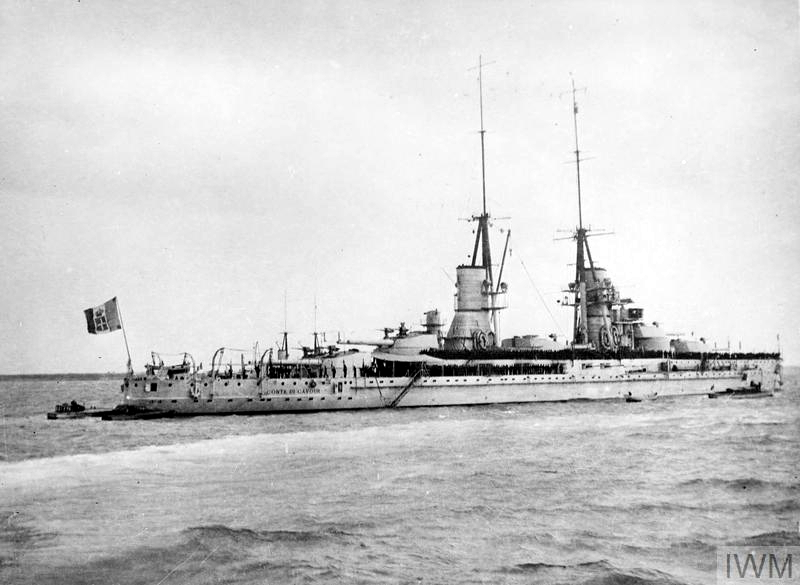
El Conte di Cavour salpant de Tàrent, 1919

Al Conte di Cavour, que porta el nom de l'estadista comte Camillo Benso di Cavour, se li va col·locar la quilla a l'Arsenale di La Spezia, La Spezia, el 10 d'agost de 1910, i es va avarar el 10 d'agost de 1911. Es va acabar l'1 d'abril de 1915 i va servir com a vaixell insígnia al sud del mar Adriàtic durant la Primera Guerra Mundial. No va veure cap acció, però, i va passar poc temps al mar. L'almirall Paolo Thaon di Revel, el cap d'estat major de la marina italià, creia que els submarins i els minadors austrohongaresos podrien funcionar amb massa eficàcia a les estretes aigües de l'Adriàtic. [21] L'amenaça d'aquestes armes submarines als seus vaixells capitals era massa greu perquè ell pogués desplegar activament la flota. En canvi, Revel va decidir implementar un bloqueig a l'extrem sud relativament més segur de l'Adriàtic amb la flota de batalla, mentre que els vaixells més petits, com els torpediners MAS, van dur a terme incursions a vaixells i instal·lacions austrohongareses. Mentrestant, els cuirassats de Revel es conservarien per enfrontar-se a la flota de batalla austrohongaresa en cas que busqués un compromís decisiu.
El 1919 va navegar cap a Amèrica del Nord i va visitar ports dels Estats Units així com Halifax, Canadà. El vaixell va estar majoritàriament inactiu el 1921 a causa de l'escassetat de personal, i va ser reequipat a La Spezia de novembre a març de 1922. Conte di Cavour i Giulio Cesare van donar suport a les operacions italianes a Corfú el 1923 després que un general italià i el seu estat major fossin assassinats a la frontera albanesa; el líder italià Benito Mussolini, que havia estat buscant un pretext per apoderar-se de Corfú, va ordenar que les tropes italianes ocupessin l'illa. El Conte di Cavour va bombardejar la ciutat principal de l'illa amb els seus canons de 76 mm, va matar 20 civils i ferir-ne 32. Va escortar el rei Víctor Manuel III i la seva dona a bord de Dante Alighieri en una visita d'estat a Espanya el 1924, i va ser posat en reserva al seu retorn fins al 1926, quan, a l'abril, va traslladar a Mussolini. en un viatge a Líbia. El vaixell es va tornar a posar en reserva des de 1927 fins a 1933, quan va començar la seva reconstrucció.

### Segona Guerra Mundial

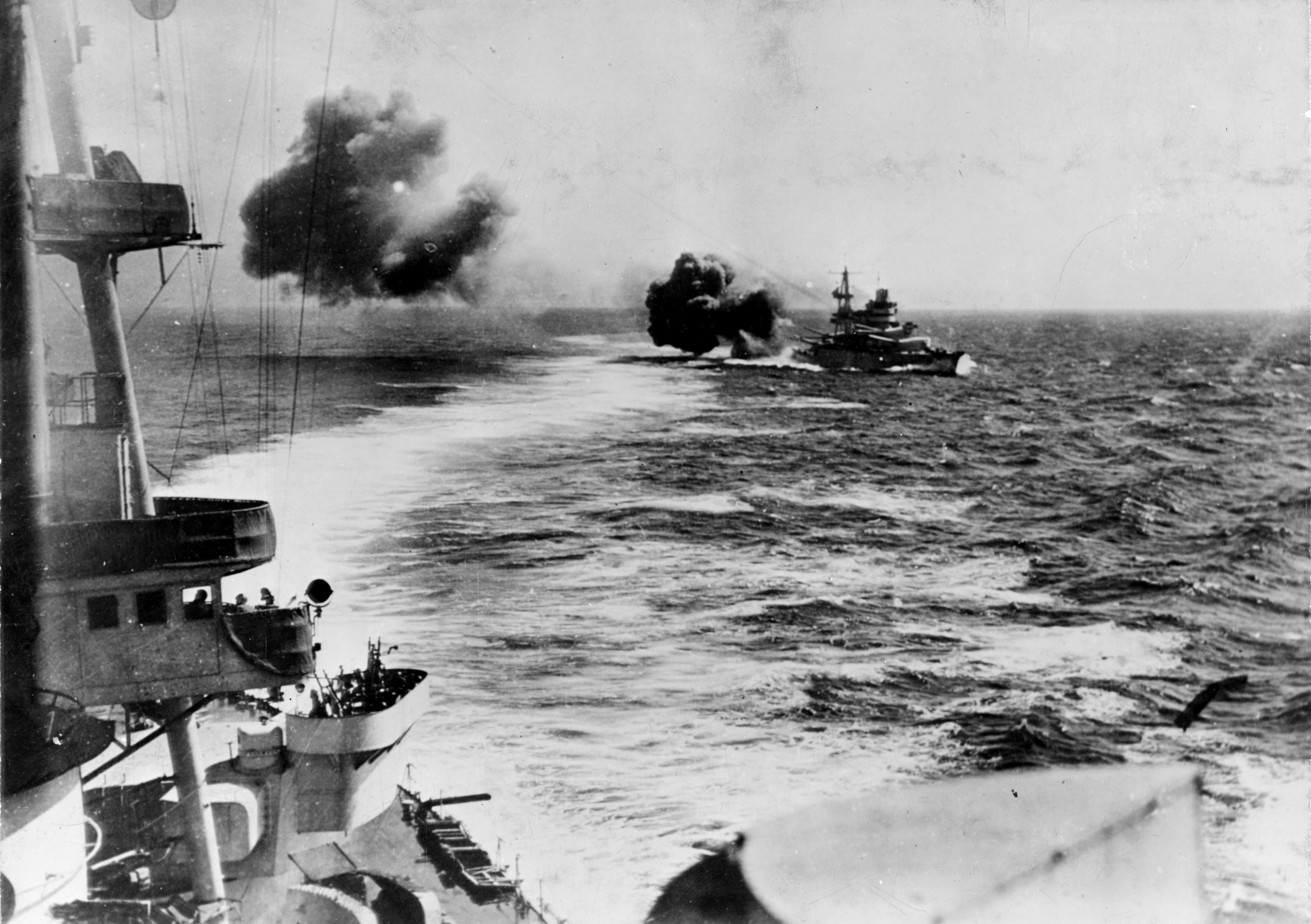
El Conte di Cavour obrint foc durant la batalla de Calàbria

A principis de la Segona Guerra Mundial, el Conte di Cavour i la seva germana van participar en la batalla de Calàbria el 9 de juliol de 1940. Van formar part del 1r Esquadró de Batalla, comandat per l'almirall Inigo Campioni, quan es van enfrontar a elements principals de la flota britànica de la Mediterrània. Els britànics estaven escortant un comboi de Malta a Alexandria, mentre que els italians havien acabat d'escortar un altre de Nàpols a Bengasi, a la Líbia italiana. El vicealmirall Andrew Cunningham, comandant de la flota mediterrània, va intentar interposar els seus vaixells entre els italians i la seva base a Tàrent. Les tripulacions de les flotes es van veure mútuament a mitja tarda i els cuirassats italians van obrir foc a les 15:53 a una distància de gairebé 27.000 metres (29.000 iardes). Els dos principals cuirassats britànics, HMS Warspite i Malaya, van respondre un minut més tard. Tres minuts després d'obrir foc, els obusos del Giulio Cesare van començar a caure sobre Warspite que va fer un petit gir i va augmentar la velocitat, per llançar la punteria del vaixell italià, a les 16:00. Al mateix temps, un obús de Warspite va colpejar Giulio Cesarea una distància d'uns 24.000 metres (26.000 iardes). Sense saber fins a quin punt era el dany, Campioni va ordenar als seus cuirassats que es retiressin davant d'un nombre superior britànic i es van desenganxar amb èxit. Les reparacions del Giulio Cesare es van completar a finals d'agost i ambdós vaixells van intentar sense èxit interceptar combois britànics a Malta a l'agost i setembre.
La nit de l'11 de novembre de 1940, el Conte di Cavour estava fondejat al port de Tàrent quan va ser atacat, juntament amb altres vaixells de guerra, per 21 torpediners Fairey Swordfish del portaavions britànic HMS Illustrious. Els artillers del vaixell van abatre un Swordfish poc després que l'avió deixés caure el seu torpede, però va explotar sota la torreta "B" a les 23:15, i va fer caure la bomba principal de proa. El seu capità va demanar que els remolcadors ajudessin a terra el vaixell en un banc de sorra proper de 12 metres (39 peus) a les 23:27, però l'almirall Bruno Brivonesi, comandant de la 5a Divisió de Cuirassats, va vetar la sol·licitud fins que va ser massa tard i el Conte di Cavour va haver d'utilitzar un banc de sorra més profund de 17 metres (56 peus) a les 04:45 del matí següent. Inicialment es va posar a terra en una quilla uniforme, però temporalment va assumir una inclinació de 50 graus abans d'establir-se al fons a les 08:00 amb una inclinació d'11,5 graus. Només la seva superestructura i les torretes de canons estaven per sobre de l'aigua en aquest moment.
El Conte di Cavour tenia la prioritat més baixa per al salvament entre els tres cuirassats enfonsats durant l'atac i es va fer poca feina durant diversos mesos. La primera prioritat era tapar els forats del casc i després es van retirar els seus canons i parts de la seva superestructura per alleugerir el vaixell. Els fals baluards es van soldar als costats superiors del casc per evitar que l'aigua tornés a entrar al casc i el bombeig de l'aigua per la borda va començar el maig de 1941. Es van bombejar unes 15.000 tones llargues (15.000 t) d'aigua abans que Conte di Cavour fos reflotat el 9 de juny . i va entrar al dic sec flotant ex-austrohongarès GO-12el 12 de juliol. Els danys van ser més importants del que es pensava inicialment i les reparacions temporals per permetre que el vaixell arribés a Trieste per a reparacions permanents van durar fins al 22 de desembre.
Els seus canons estaven operatius el setembre de 1942, però la substitució del seu sistema elèctric va trigar més temps, de manera que la marina va aprofitar els retards i va incorporar algunes modificacions per reduir la probabilitat d'inundacions basades en les lliçons apreses de l'atac. Altres canvis previstos eren la substitució de les seves armes secundàries i antiaèries per una dotzena de canons de doble propòsit de 135 mil·límetres (5,3 polzades) en muntures dobles, dotze de 65 mil·límetres (2,6 polzades) i vint-i-tres canons antiaeris de 20 mm. Els treballs de reparació es van suspendre el juny de 1943, amb un estimat de sis mesos de treball restant al Conte di Cavour, per tal d'agilitzar la construcció de vaixells més petits de necessitat urgent. Va ser capturada pels alemanys el 8 de setembre, quan Itàlia es va rendir als aliats, i va ser reduït a un casc. Va ser danyada en un atac aeri el 17 de febrer de 1945 i va bolcar el 23 de febrer. Reflotat poc després del final de la guerra, el Conte di Cavour va ser desballestat el 1946.